# Sudão Anglo-Egípcio
Sudão Anglo-Egípcio foi uma administração conjunta entre o Reino do Egito (República do Egito a partir de 1953) e o Reino Unido entre os anos de 1899 e 1956.
Foi um codomínio britânico-egípcio que existiu no século XIX, e que compreendia uma vasta extensão de território africano, tendo território formado no que é hoje o Sudão, Sudão do Sul, Egito e a Líbia. O Reino Unido adicionou esses novos territórios em 1898, e obtém em 1953 o status de protetorado e em 1956 obtém a independência, mas já denominado Sudão e separado do Egito e da Líbia.

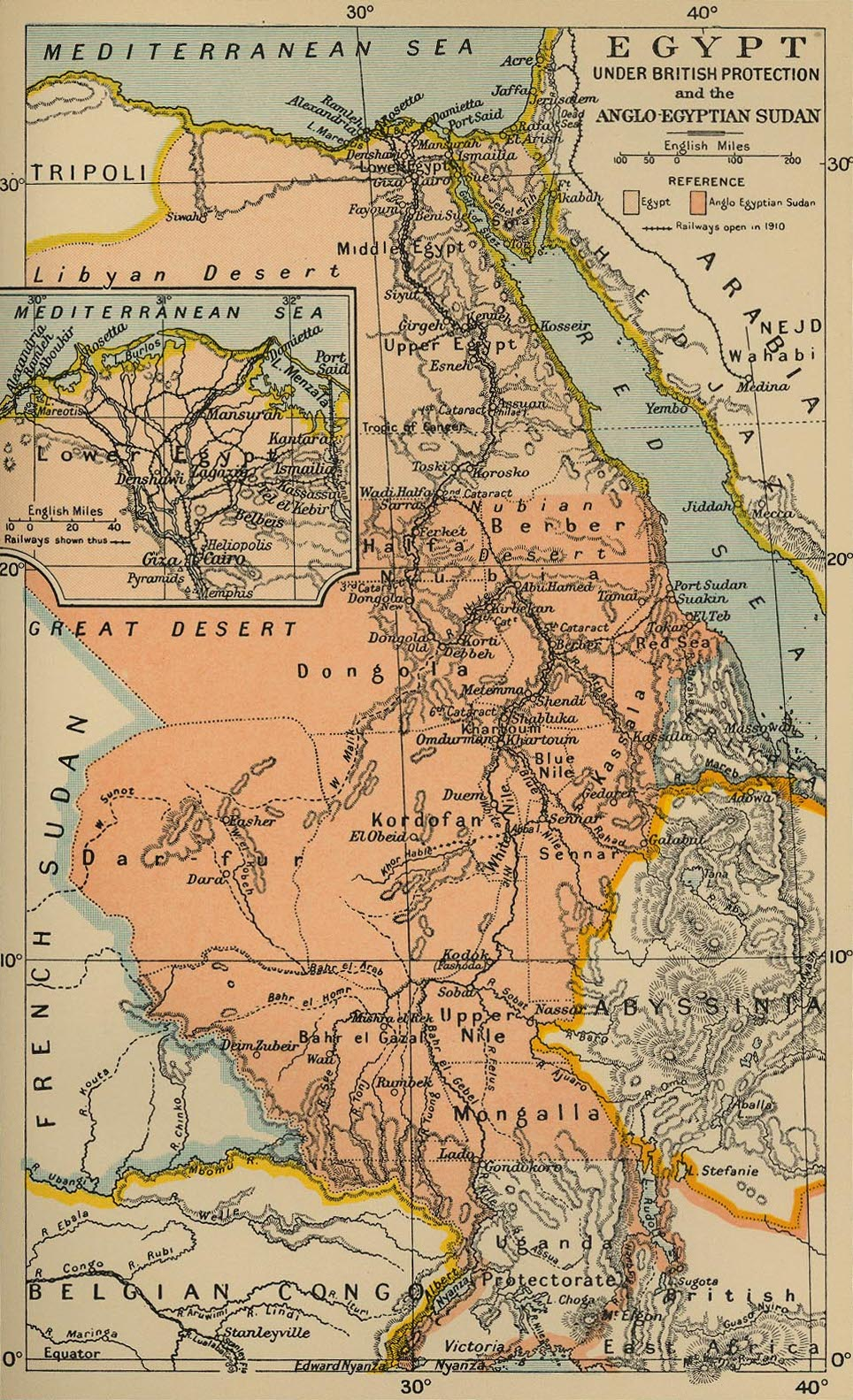
Mapa do Sudão Anglo-Egípcio.